# Episodi de L'asso della Manica (settima stagione)
La settima stagione della serie televisiva L'asso della Manica, composta da 8 episodi (più l'episodio natalizio andato in onda il 27 dicembre 1988) è stata trasmessa dal 28 gennaio al 18 marzo 1989 sul canale inglese BBC. In Italia è stata trasmessa su Rai 2 nel 1990.
| n° | Titolo originale                   | Titolo italiano            | Prima TV Regno Unito | Prima TV Italia |
| -- | ---------------------------------- | -------------------------- | -------------------- | --------------- |
| 0  | Retirement Plan                    | Piano d'abbandono          | 27 dicembre 1988     | 1990            |
| 1  | Sea Changes                        | Cambio marittimo           | 28 gennaio 1989      | 1990            |
| 2  | Natural Enemies                    | Nemico naturale            | 4 febbraio 1989      | 1990            |
| 3  | Tangos in the Night                | Il tango nella notte       | 11 febbraio 1989     | 1990            |
| 4  | The Other Woman                    | Un'altra donna             | 18 febbraio 1989     | 1990            |
| 5  | Weekend Off                        | Weekend da incubo          | 25 febbraio 1989     | 1990            |
| 6  | When Did You Last See Your Father? | Apparenza inganna          | 4 marzo 1989         | 1990            |
| 7  | Old Acquaintance                   | Vecchie conoscenze         | 11 marzo 1989        | 1990            |
| 8  | Trenchard's Last Case              | L'ultimo caso di Trenchard | 18 marzo 1989        | 1990            |

## Piano d'abbandono
- Titolo originale: Retirement Plan
- Diretto da: Edward Bennett
- Scritto da: Edmund Ward

### Trama
Jim viene convocato dal Jersey per trascorrere le feste natalizie sulla Costa, ma viene coinvolto in una guerra tra bande locali mentre la vita di Susan è in pericolo.

## Cambio marittimo
- Titolo originale: Sea Changes
- Diretto da: Richard Standeven
- Scritto da: Edwin Pearce

### Trama
Jim indaga sulla morte di un marinaio trovato accanto ad un barile di sostanze chimiche riconducibili ad una fabbrica spagnola, anche se del carico mancano altri barili.

## Nemico naturale
- Titolo originale: Natural Enemies
- Diretto da: Geoffrey Sax
- Scritto da: Andrew Caine

### Trama
Jim indaga sull'omicidio di un'anziana, ma sospetta del piromane nonché una ragazza in vacanza nel Jersey con altri delinquenti e la loro assistente sociale. Susan, nel frattempo, aiuta Charlie a battere due artisti americani al bunco al loro stesso gioco.

## Il tango della notte
- Titolo originale: Tangos of the Night
- Diretto da: Stuart Urban
- Scritto da: Andrew Caine

### Trama
Jim indaga sul furto dei diamanti di una ballerina di tango avvenuta ad una visita alla sua rivale alla gara di tango, e sospetta dell'insegnante di danza spagnolo.

## Un'altra donna
- Titolo originale: The Other Woman
- Diretto da: Peter Ellis
- Scritto da: John Collee

### Trama
Jim indaga sull'omicidio di un drammaturgo, sospettando che sia un delitto passionale visto che la vittima tradiva da tempo sua moglie che anche lei era infedele.

## Weekend da incubo
- Titolo originale: Weekend Off
- Diretto da: Charlie Naim
- Scritto da: John Milne

### Trama
Jim interrompe i piani per il weekend per prendersi cura di un noto negoziatore di ostaggi, anche se si rende conto che in realtà il negoziatore era un sosia e che il vero negoziatore è stato rapito.

## Apparenza inganna
- Titolo originale: When Did You Last See Your Father?
- Diretto da: Alex Kirby
- Scritto da: Robert Banks Stewart

### Trama
Jim indaga sul tentato omicidio di una donna che non è in grado di identificare il suo aggressore, ma sospetta di un commerciante e del figlio di un avvocato amico di Charlie.

## Vecchie conoscenze
- Titolo originale: Old Acquaintance
- Diretto da: Richard Standeven
- Scritto da: Rod Beacham

### Trama
Jim indaga su alcune minacce da parte di un ex campione olimpico, dovuta al suo impedimento di esporre l'uso di steroidi nello sport e arriva nel Jersey per nascondersi con la sua vecchia fiamma.

## L'ultimo caso di Trenchard
- Titolo originale: Trenchard's Last Case
- Diretto da: Mike Barnes
- Scritto da: Brian Finch

### Trama
Jim aiuta un ex sovraintendente capo adesso in pensione per trovare un filantropo locale. Jim, disilluso dopo la promozione di Crozier sulla terraferma e crede che la sua relazione con Susan è a un punto fermo.